# Edward Florian Skorkowski
Edward Florian Skorkowski – polski biolog, profesor nauk biologicznych.

## Życiorys
W 1994 r. uzyskał tytuł profesora nauk biologicznych. Był kierownikiem w Katedrze Ewolucji Molekularnej na Wydziale Biologii Uniwersytetu Gdańskiego i Środowiskowego Studium Doktoranckiego z Biologii i Oceanologii UG, oraz przewodniczącym rady naukowej Centrum Biologii Morza PAN.